# محمد بك الدفتردار
محمد بك الدفتردار (ت. 1822)، كان دفتردار وقائد عسكري وزوج نازلي ثاني أكبر بنات محمد علي باشا. وكان محمد الدفتردار أحد ثقاة محمد علي.

## حياته
عين في أول الأمر دفتردار، وامتاز بالشهامة والشجاعة والذكاء.
وفي مطلع شهر صفر الخير سنة 1232هـ/1816م، حضر المعلم غالي من الجهة القبلية ومعه مكاتبات من محمد بك الدفتردار الذي تولى إمارة الصعيد عوضاً عن إبراهيم باشا ابن الباشا الذي توجه إلى البلاد الحجازية لمحاربة الوهابية يذكر فيها نصح المعلم غالي وسعيه في فتح أبواب تحصيل الأموال للخزينة وأنه ابتكر شيء وحسابات يتحصل منها مقادير كثيرة من المال فقوبل بالرضا والإكرام وخلع عليه الباشا واختص به وجعله كاتب سره ولازم خدمته وأخذ فيما ندب إليه وحضر لأجله التي منها حسابات جميع الدفاتر وأقلام المبتدعات ومباشريها وحكام الأقاليم. وفي أول ربيع الأول 1235 هـ/1819م، عزل الباشا محمد بك الدفتردار عن إمارة الصعيد وقلد عوضه أحمد باشا ابن طاهر باشا وسافر في خامسه. وفي سابعه، سافر الباشا إلى الإسكندرية للكشف على الترعة وسافر صحبته ابنه إبراهيم باشا ومحمد بك الدفتردار والكتخدا القديم ودبوس أوغلي.
غير أن أعمال الانتقام التي قام بها إثر قتل إسماعيل بن محمد علي في السودان والقضاء علي 30 ألف نسمة بعد التفنن في تعذيبهم، انتشر صداها في جميع أركان العالم، فوصف الجميع هذه الأعمال بالوحشية.

## غزو السودان
عهد محمد علي باشا إلى صهره محمد بك الدفتردار غزو كردفان، وكانت تلك البلاد تابعة لسلطان دارفور، فبينما كان إسماعيل باشا يزحف على سنار سار جيش الدفتردار إلى وجهته بطريق دنقلة وأبي قس، وكانت الرحلة إلى كردفان شاقة مهلكة للجنود لأنهم ساروا سبعة أيام متوالية يقطعون الفيافي في صحراء لا ماء فيها ولا زرع.
والتقى الدفتردار بجيش نائب السلطان محمد الفضل سلطان دارفور فاشتبك الفريقان في واقعة دموية ببلدة بارا شمالي الأبيض (أبريل سنة 1821) انتهت بانتصار جيش الدفتردار واحتلال الأبيض عاصمة كردفان.
كانت معركة بارة أشد معركة خاضها الجيش المصري في الفتح الأول، وقد ابدى فيها جيش كردفان شجاعة كبيرة، ولكن مدافع الجيش المصري غلبتهم على امرهم وحاول سلطان دارفور بعد المعركة ان يسترد كردفان وأغار عليها لكنه عاد خائبا.

### الانتقام لمقتل إسماعيل
مكث إسماعيل زمنا في سنار يدبر امر الحكومة التي أسسها، ثم ارسل افواجا من الاسرى السودانيين يصحبهم رهط من الجنود إلى اسوان لتجنيدهم في الجيش المصري النظامي الذي كان محمد علي جادا في تأسيسه، واستعد هو أيضا للعودة إلى مصر مصعدا في النيل.
وعلم في غضون ذلك أن أهالي حلفاية وشندي وما حولهما ثاروا في وجه السلطة المصرية، وكانت مساوئ الجنود وخاصة الأرناؤط من اسباب هياج الاهلين وثورتهم، فاحتشد الثوار حول حلفاية وشندي وهجموا على قوافل الأرقاء السودانيين وانتزعوهم من ايدي الجنود الموكلين بهم، ورجعوا إلى شندي فرحين بهذا النصر المبين.
علم إسماعيل باشا بهذا النبأ، فقام من فوره قاصدا شندي ومعه بقية الجيش، وكان الملك نمر ملك شندي هو المدبر لهذه الثورة، فجاء إسماعيل المدينة فجأة في أواخر أكتوبر سنة 1822، وامر باحضار ملك شندي أمامه، فلما مثل بين يديه أخذ يقرعه ويسرف في تأنيبه، ثم تمادي فلطمه على وجهه بالشبك، فلم يجب الملك على هذه الإهانة البالغة، ولكنه أسرها في نفسه وعزم على أن يغسلها بانتقام ذريع.
اما إسماعيل باشا فقد عفا عنه مقابل غرامة مالية جسيمة يوفيها في خمسة أيام والف من الرقيق، واظهر الملك نمر الإذعان وقبل ان يحتمل الغرامة، ثم دعا إسماعيل باشا وبطانته إلى وليمة في قصره بشندي، وكان من الفش، فأجابوا الدعوة وذهبوا إلى القصر واستووا فيه، ورحب بهم الملك ترحيبا عظيما، وامر اعوانه ان يجمعوا ما استطاعوا من الحطب والقش والتبن حول القصر بحجة العلف لخيل الباشا، ولم يدر بخلد الضيوف ان ثمة مؤامرة رهيبة تدبر لهم، فلما فرغوا من الطعام واكثروا من شرب المريسة اخذوا يتأهبون للعودة إلى معسكرهم، فاذا النار قد طارت في اكوام الحطب والقش المحيطة بالقصر، واذا هي قد عمتها واندلعت فيما حولها، فجعلت القصر شعلة من الجحيم، وحصرت النيران إسماعيل باشا وحاشيته فلم يستطيعوا الافلات من هذا الحصار الجهنمي لهول النار المشتغلة ولاحاطة جنود الملك بهم يرمونهم بالنبل والسهام من كل ناحية. فسدت المسالك في وجوههم حتى ماتوا عن آخرهم، ولم يستطع الجند نجدتهم اذ كانوا في معسكرهم بعدين عن مكان المأساة، ولما وقعت الكارثة انقش عليهم رجال الملك نمر ففتكوا بهم، ولم ينج منهم إلا من هرب به العمر.
كانت هذه النازلة كارثة كبرى اثرت تأثيرا سيئا في مركز الجيش المصري، وتصدعت لها هيبته، فان مقتل قائد الجيش بهذه الطريقة الجهنمية من شأنه أن يبعث اليأس والرعب في نفوس الجنود.
فلما بلغ الخبر محمد علي باشا حزن حزنا شديدا لقتل ابنه إسماعيل وخاصة بعد أن فقد منذ أعوام معدودة ابنه طوسون، إلا أنه تلقى المصيبة بالجلد واعتزم المضي في سبيله.
وكان محمد بك الدفتردار وقت هذه الكارثة في كردفان، فلماء جاءه نبؤها بادر من فوره بالزحف على شندي للثأر والتنكيل بمن اشتركوا في الواقعة. وقد خرب شندي، وأسرف في التنكيل والقسوة بما جعله مضرب الامثال في الميل إلى القتل وسفك الدماء، وقتل آلافا من النسا ليثأر لصهره، وسبى من الصبيان والنساء آلافا أخرى ارسلهم إلى القاهرة، وتعقب الملك نمر لكنه لم يدركه لفراره إلى حدود الحبشة.
أتم فتح السودان علي رأس ثلاثة آلاف جندي، وكان في أثناء قيامه بالحملة التأديبية فيه يرسم خريطة للمناطق التي مر بها، فنالت هذه الخريطة إعجاب الجميع لدقتها، وقد انتخب بعد ذلك عضواً في الجمعية الجغرافية بباريس. وتوفي سنة 1822.

## سراية الأزبكية
بناها محمد بك الدفتردار، زوج ابنته نازلي في موقع قصر الألفي بك (الذي اتخذه نابليون مقراً). وبعد وفاة الدقتردار ورثت القصر أرملته نازلي هانم ثم آل إلى أختها الصغرى الأميرة زينب زوجة كامل باشا. وبعد وفاتها ورثه أخوها الأصغر الأمير حليم الذي قام بهدمه وتقسيمه سنة 1892.